# Jakub Lanckoroński

Herb hrabiowski Lanckorońskich

Jakub Lanckoroński herbu Zadora (ur. ok. 1758 w Rawie Mazowieckiej, zm. po 1825) – generał major wojsk koronnych, jeden z dowódców 14 Regimentu Pieszego im. Potockich w czasie wojny polsko-rosyjskiej w 1792 roku.

## Życiorys
W latach 1770–1774 uczył się w Szkole Rycerskiej w Warszawie. Zachowało się niewiele faktów z jego życia:
- w 1784 roku był majorem
- 3 maja 1789 roku był podpułkownikiem w 14 Regimencie Pieszym im. Potockich
- 5 marca 1792 roku został awansowany na pułkownika
- w 1792 roku będąc pułkownikiem i dowodząc regimentem przeszedł kampanię wojny polsko-rosyjskiej pod rozkazami ks. Józefa Poniatowskiego
- odszedł z czynnej służby w tym regimencie 12 marca 1794 roku w stopniu generała majora wojsk koronnych.

Piotr Ożarowski w liście do Stanisława Augusta Poniatowskiego z 28 września 1793 roku pisał o Lanckorońskim, że należał do tych „godnych oficerów, nie przyjmujących służby obcej i dochowujących raz przysiężonej Rzplitej”, którzy „są dziś bez placu”.
Na sejmie grodzieńskim 20 listopada 1793 roku zgłoszono projekt nadania Lanckorońskiemu „Nagrody wierności”.
W 1825 roku jego tytuł hrabiowski został uznany w Królestwie Polskim.

## Życie rodzinne
Pochodził z rodziny Lanckorońskich herbu Zadora. Był synem Franciszka Kazimierza, starosty rawskiego, i Eleonory z domu Garczyńskiej, córki Stefana Garczyńskiego, wojewody poznańskiego (jej ojczymem był Aleksander Jan Czapski). Miał co najmniej 8 rodzeństwa. Byli to:
- Jan, starosta Nuru, szambelan dworu królewskiego, wójt Rawy Mazowieckiej
- Barbara, zamężna za Janem Kantym Morsztynem, szambelanem dworu królewskiego, bachmistrzem Wieliczki
- Bibianna, zamężna za Jerzym Skarzyńskim, podkomorzym sochaczewskim, senatorem-kasztelanem Królestwa Polskiego (ich synami byli m.in.: Ambroży Mikołaj Skarżyński, Feliks Skarżyński i Kazimierz Skarżyński)
- Franciszek Stefan, starosta rawski, wójt rawski
- Andrzej, starosta Nuru, szambelan dworu królewskiego
- Joachim Jan Franciszek, starosta Nuru
- Hilaria, zamężna za Franciszkiem Leszczyńskim, chorążym rawskim i bielskim, starostą rawskim, kawalerem orderu św. Stanisława
- Bartłomiej, podpułkownik wojska polskiego, kawaler orderu Virtuti Militari.

Ożenił się w 1798 roku z Józefą Biernacką, siostrą Felicjana Biernackiego, bibliotekarza. Mieli troje dzieci:
Jana Chryzostoma Jakuba (1799–1800), Felicję Antoninę Józefę zamężną za Wenantym Bożeńcem-Jełowickim i Mariannę Barbarę Teodozję (1804). Pierwsze i trzecie dziecko zmarło w wieku niemowlęcym. Wnukiem Lanckorońskiego był Michał Sozański, inny jego wnuk, Wacław Walerian Jakub Bożeniec-Jełowicki ożenił się z Marią Elżbietą Łubkowską, córką Romana Łubkowskiego.